# オーム系
オーム系（オーム系、Orme line）は、馬の父系（父方の系図）の1つ。19世紀末のサラブレッド・オームを祖とする流れである。
一般的にはこの名称は使われず、さらに細分化してオービー系やザボス系、テディ系やダマスカス系等と呼ぶことが多い。

## 流れ
- オーム系
  - テディ系
    - ダマスカス系

  - オービー系
    - ザボス系

## サイアーライン
- Darley Arabian 1700
  - Bartlet's Childers 1716
    - Squirt　1732
      - Marske 1750
        - Eclipse 1764　　　---←エクリプス系に戻る
          - Potoooooooo 1773
            - Waxy 1790
              - Whalebone 1807
                - Sir Hercules 1826
                  - Birdcatcher 1833
                    - The Baron 1842
                      - Stockwell 1849
                        - Doncaster 1870
                          - Bend Or 1877
                            - Ormonde 1883
                              - Orme 1889　　　---↓オーム系（改行）

---↓オーム系---
- Orme 1889　　　
  - Flying Fox 1896
    - Dagor  1910
    - Val d'Or 1902
    - Ajax 1901
      - Teddy 1913　　　---→テディ系へ

    - *クオラム Quorum 1909

  - Orby 1904　　---↓オービー系
    - The Boss 1910　　　---↓ザボス系
      - Golden Boss 1920
        - Gold Bridge 1929
          - Golden Cloud 1941
            - *マタドア Matador 1953 → キョウエイグリーン 1969 f、サクライワイ 1971 f
              - *エルギャロー El Gallo 1959
                - Le Johnstan 1968

            - インペリアル 1957
            - *スカイマスター Skymaster 1958
              - ヒロイサミ 1963
              - Be Friendly 1964
                - Last Tango 1971

              - Roi Soleil 1967
                - Lucky Wednesday 1973
                  - Wind II 1981

            - *ゴールデンプルーム Golden Plume 1960
            - キヨサチ 1963

          - Vilmorin 1943
            - *ヴィゴー Vigo 1953
            - Quorum 1954 →Red Rum 1965
              - Parysow 1969
                - Vilnius 1981
                  - Debczak 1997

      - Sir Cosmo 1926 
        - Panorama 1936
          - *ゼコッブ The Cob 1941
          - Sullivan 1944
            - Silky Sullivan 1955

          - Whistler 1950 
            - *サウンドトラック Sound Track 1957
              - Track Spare 1963
                - Record Run 1971
                  - Kondair 1980

              - ロングワン 1968
              - ナオキ 1969
              - フジワールド 1970
              - レッドイーグル 1970
              - ドミナス 1971

            - *ティンホイッスル 1957
              - *ティンキング 1963
                - King's Catch 1968
                  - Querandi 1974
                    - Gay Mistery 1983

              - Decoy Boy 1967
                - Schweppeshire Lad 1976

            - *サミーデイヴィス Sammy Davis 1960
              - Crooner 1966
              - ニシキエース 1971

            - *ホイスリングウインド 1960
              - Whistling Deer 1973
                - Amigo Menor 1986

            - Gentle Art 1961
              - Gentle Smoke 1969

            - *ジャストホイッスル Just Whistle 1961
            - *ヘンリーヒギンズ 1964

          - *ケリー Kelly 1955

        - Culverhill 1940
          - *ハンターバーレー 1950

    - Grand Parade 1916 
      - Diophon 1921
        - *ダイオライト Diolite 1927 →ダイヱレク 1940、ヒデヒカリ 1945
          - テツザクラ 1937
          - セントライト 1938
            - オーライト 1943
            - オーエンス 1946
            - セントオー 1949
              - セントパイン 1958（アア）

          - グランドライト 1939
          - ヒロサクラ 1940 →ヒロイチ 1952
            - セカイオー 1952

          - トシシロ 1940 → ヤマイチ 1951
            - フソウ 1950 → ハクセツ 1965
            - トモスベビー 1953（アア）
              - フジスピード 1968（アア）
                - コンジカンセイ 1978（アア）
                  - リンボートップ 1985（アア）

              - フサリュウ 1956

          - トヨウメ 1943
          - キングライト 1946
          - クリチカラ 1950

      - *レヴューオーダー Review Order 1923
        - マルゼア 1941 → セルローズ
          - ミネノスガタ 1950
          - タイヘイヨウ 1952
          - オンワードゼア 1954
            - オンワードガイ 1968

      - *ペパミントー Pepperminto 1927

- サイアーライン上は種付けを行った馬か種牡馬入りを発表した馬。→印の後は牝馬、セン馬などの非種牡馬の代表産駒の一部を示す。